# (11673) Baur
(11673) Baur est un astéroïde de la ceinture principale.

## Description
(11673) Baur est un astéroïde de la ceinture principale. Il fut découvert le 26 janvier 1998 à Farra d'Isonzo par l'Observatoire astronomique de Farra d'Isonzo. Il présente une orbite caractérisée par un demi-grand axe de 2,22 UA, une excentricité de 0,09 et une inclinaison de 2,3° par rapport à l'écliptique.

## Compléments